# Římskokatolická farnost Černá Hora
Římskokatolická farnost Černá Hora je územní společenství římských katolíků v městysu Černá Hora s farním kostelem sv. Vavřince. Farnost je součástí blanenského děkanství v rámci brněnské diecéze.

## Území farnosti
- Černá Hora – farní kostel sv. Vavřince, kaple Zjevení vzkříšeného Krista Maří Magdaléně
- Žernovník – kaple sv. Vavřince

## Historie farnosti
První zmínka o kostele v obci je z roku 1424. Kostel byl roku 1707 stržen a o tři roky později nahrazen novým, postaveným v barokním slohu. Věž pak byla přistavěna v roce 1840.
Původně patřila Černá Hora do bořitovské farnosti. Na konci 16. století zde působil nekatolický duchovní. Zdejší kaple byla filiálním kostelem bořitovského farního chrámu. Roku 1784 byla založena lokálie, samostatná farnost vznikla roku 1857. Fara byla postavena roku 1806, roku 1830 byla přestavěna a rozšířena.

## Duchovní správci
Sedmým lokalistou a prvním farářem se stal od září 1858 František Polanský.
Farářem byl od 15. září 2005 R. D. Ing. Vladislav Valentík. Novým duchovním správcem se jako administrátor excurrendo stal od 1. srpna 2017 R. D. Mgr. Václav Knotek, farář v Lipůvce. Od roku 2023 zde působil brněnský kanovník Jan Nekuda, kterého v srpnu 2025 vystřídal R. D. Mgr. Ing. Jan Klíma.

## Bohoslužby
| Kostel              | Místo      | Bohoslužba (den)                  | Hodina                | Poznámka     |
| ------------------- | ---------- | --------------------------------- | --------------------- | ------------ |
| kostel sv. Vavřince | Černá Hora | neděle pondělí úterý pátek sobota | 8.30 17.30 7.00 17.30 | Farní kostel |

## Aktivity farnosti
Každoročně se na území farnosti koná tříkrálová sbírka, v roce 2014 se při ní vybralo 41 498 korun, o rok později pak 41 570 korun. V roce 2017 dosáhl výtěžek sbírky 41 507 korun. Následující rok se při sbírce vybralo dokonce 53 905 korun.
Den vzájemných modliteb farností za bohoslovce a bohoslovců za farnosti brněnské diecéze a Adorační den připadá na 6. leden.